# Атанасий Мегаклис
Атанасий (на гръцки: Αθανάσιος, Атанасиос) е гръцки православен духовник, митрополит на Цариградската патриаршия.

## Биография
Роден е в Одрин в 1848 година със светско име Мегаклис (Μεγακλής). В 1866 година започва да учи Халкинската семинария, където е под протекцията на митрополит Дионисий Димотишки. Завършва семинарията в 1871 година, като преди това е ръкоположен за дякон. Работи като секретар на отдела за протокол при Патриаршията (1871 – 1873), главен секретар на Светия синод (февруари 1876 – 1878) и велик протосингел (ноември 1878 – 1882).
През август 1882 година е избран за сисанийски митрополит в Сятища. Ръкоположен е на 8 септември 1882 година в патриаршеския храм „Свети Георги“ в Цариград от патриарх Йоаким III Константинополски в съслужение с митрополитите Филотей Никомидийски, Софроний Амасийски, Никодим Бурсенски, Константин Митилински, Методий Димотишки, Кирил Варненски, Кирил Гревенски и Герасим Карпатоски. В Сятища развива широка просветна дейност и основава местната шесткласна гимназия. Сблъсква се със сятищката община около това как трябва да се развива гимназията Трамбадзио.
На 4 май 1893 година заема солунската катедра. На 18 октомври 1903 година е избран за митрополит на Кизик.
Умира в Цариград на 4 май 1909 година.
Името му носи улица в Сятища.